# Rockbjörnen
Rockbjörnen (schwedisch; „Der Rockbär“) ist ein in mehreren Kategorien aufgeteilter schwedischer Musikpreis, der seit 1979 jährlich von Aftonbladet, der größten schwedischen Zeitung, verliehen wird. Die Preisträger werden von den Lesern der Internetausgabe der Zeitung gewählt. Die Verleihung wird von Aftonbladet TV 7 übertragen.

## Kategorien
- Ausländische Gruppe des Jahres (Årets utländska grupp)
- Ausländischer Artist des Jahres (Årets utländska artist)
- Ausländisches Album des Jahres (Årets utländska album)
- Ausländisches Lied des Jahres (Årets utländska låt)
- Beste Dansband des Jahres (Årets bästa dansband), nur im 1979
- Newcomer des Jahres (Årets nykomling)
- Schwedische Gruppe des Jahres (Årets svenska grupp)
- Schwedischer weiblicher Künstler des Jahres (Årets svenska kvinnliga artist)
- Schwedischer männlicher Künstler des Jahres (Årets svenska manliga artist)
- Schwedisches Lied des Jahres (Årets svenska låt)
- Schwedisches Album des Jahres (Årets svenska album)

### Rockbjörnens Myspace-Preis
| Jahr | Preisträger                       |
| ---- | --------------------------------- |
| 2007 | Kid Down                          |
| 2008 | Billie the Vision and the Dancers |

### Beste Dansband des Jahres
| Jahr | Preisträger |
| ---- | ----------- |
| 1979 | Wizex       |

### Schwedische Gruppe des Jahres
| Jahr | Preisträger           |
| ---- | --------------------- |
| 1979 | nicht vergeben        |
| 1980 | Noice                 |
| 1981 | Freestyle             |
| 1982 | Gyllene Tider         |
| 1983 | Raj Montana Band      |
| 1984 | Ratata                |
| 1985 | Imperiet              |
| 1986 | Europe                |
| 1987 | Ratata                |
| 1988 | Roxette               |
| 1989 | Roxette               |
| 1990 | Creeps                |
| 1991 | Roxette               |
| 1992 | Roxette               |
| 1993 | Atomic Swing          |
| 1994 | Nordman               |
| 1995 | Just D                |
| 1996 | Jumper                |
| 1997 | Kent                  |
| 1998 | The Cardigans         |
| 1999 | Kent                  |
| 2000 | The Ark               |
| 2001 | Lambretta             |
| 2002 | Kent                  |
| 2003 | Kent                  |
| 2004 | Gyllene Tider         |
| 2005 | Bodies Without Organs |
| 2006 | Bodies Without Organs |
| 2007 | Sahara Hotnights      |
| 2008 | Takida                |

### Schwedischer weiblicher Künstler des Jahres
| Jahr | Preisträger        |
| ---- | ------------------ |
| 1979 | nicht vergeben     |
| 1980 | Liza Öhman         |
| 1981 | Eva Dahlgren       |
| 1982 | Anni-Frid Lyngstad |
| 1983 | Agnetha Fältskog   |
| 1984 | Eva Dahlgren       |
| 1985 | Anne-Lie Rydé      |
| 1986 | Marie Fredriksson  |
| 1987 | Marie Fredriksson  |
| 1988 | Marie Fredriksson  |
| 1989 | Marie Fredriksson  |
| 1990 | Titiyo             |
| 1991 | Eva Dahlgren       |
| 1992 | Lisa Nilsson       |
| 1993 | Louise Hoffsten    |
| 1994 | Lisa Ekdahl        |
| 1995 | Robyn              |
| 1996 | Dilba              |
| 1997 | Cajsa-Lisa Ejemyr  |
| 1998 | Emilia             |
| 1999 | Robyn              |
| 2000 | Feven              |
| 2001 | Lisa Miskovsky     |
| 2002 | Robyn              |
| 2003 | Lisa Miskovsky     |
| 2004 | Lena Philipsson    |
| 2005 | Laleh              |
| 2006 | Lisa Miskovsky     |
| 2007 | Sonja Aldén        |
| 2008 | Amanda Jenssen     |

### Schwedischer Liveakt des Jahres
| Jahr | Preisträger     |
| ---- | --------------- |
| 2007 | The Ark         |
| 2008 | Håkan Hellström |

### Schwedischer Newcomer des Jahres
| Jahr | Preisträger        |
| ---- | ------------------ |
| 2001 | Lisa Miskovsky     |
| 2002 | The Sounds         |
| 2003 | Pauline            |
| 2004 | Ana Johnsson       |
| 2005 | Laleh              |
| 2006 | Sebastian Karlsson |
| 2007 | Måns Zelmerlöw     |
| 2008 | Amanda Jenssen     |

### Schwedisches Lied des Jahres
| Jahr | Preisträger                                                     |
| ---- | --------------------------------------------------------------- |
| 1992 | Himlen runt hörnet von Lisa Nilsson                             |
| 1993 | Lilla fågel blå von Staffan Hellstrand                          |
| 1994 | Vandraren von Nordman                                           |
| 1995 | Fiskarna i havet von Idde Schultz                               |
| 1996 | Jag går och fiskar von Gyllene Tider                            |
| 1997 | Save Tonight von Eagle-Eye Cherry                               |
| 1998 | Big Big World von Emilia                                        |
| 1999 | Musik Non Stop von Kent                                         |
| 2000 | Hiphopper von Thomas Rusiak feat. Teddybears Sthlm              |
| 2001 | Come Along von Titiyo                                           |
| 2002 | Kom Igen Lena! von Håkan Hellström                              |
| 2003 | Här kommer alla känslorna (på en och samma gång) von Per Gessle |
| 2004 | Walk Idiot Walk von The Hives                                   |
| 2005 | Alla vill till himmelen men ingen vill ju dö von Timbuktu       |
| 2006 | 7milakliv von Martin Stenmarck                                  |
| 2007 | Om du lämnade mig nu von Lars Winnerbäck & Miss Li              |
| 2008 | Feel Good von Ola                                               |

### Schwedischer männlicher Künstler des Jahres
| Jahr | Preisträger       |
| ---- | ----------------- |
| 1979 | Ulf Lundell       |
| 1980 | Ulf Lundell       |
| 1981 | Mikael Rickfors   |
| 1982 | Ulf Lundell       |
| 1983 | Magnus Uggla      |
| 1984 | Dan Hylander      |
| 1985 | Joakim Thåström   |
| 1986 | Magnus Uggla      |
| 1987 | Orup              |
| 1988 | Tommy Nilsson     |
| 1989 | Orup              |
| 1990 | Niklas Strömstedt |
| 1991 | Tomas Ledin       |
| 1992 | Mauro Scocco      |
| 1993 | Magnus Uggla      |
| 1994 | Uno Svenningsson  |
| 1995 | Olle Ljungström   |
| 1996 | E-Type            |
| 1997 | Eagle Eye Cherry  |
| 1998 | E-Type            |
| 1999 | Orup              |
| 2000 | Håkan Hellström   |
| 2001 | Håkan Hellström   |
| 2002 | Håkan Hellström   |
| 2003 | Per Gessle        |
| 2004 | Lars Winnerbäck   |
| 2005 | Darin             |
| 2006 | Lars Winnerbäck   |
| 2007 | Lars Winnerbäck   |
| 2008 | Lars Winnerbäck   |

### Schwedisches Album des Jahres
| Jahr | Preisträger                                                        |
| ---- | ------------------------------------------------------------------ |
| 1979 | Ripp Rapp von Ulf Lundell                                          |
| 1980 | Palsternacka von Dag Vag                                           |
| 1981 | Kärlek & Uppror von Ebba Grön                                      |
| 1982 | Kär och galen von Ulf Lundell                                      |
| 1983 | Välkommen till folkhemmet von Magnus Uggla                         |
| 1984 | Chess von Björn Ulvaeus, Benny Andersson och Tim Rice              |
| 1985 | Blå himmel blues von Imperiet                                      |
| 1986 | Den döende dandyn von Magnus Uggla                                 |
| 1987 | Efter stormen von Marie Fredriksson                                |
| 1988 | Look Sharp! von Roxette                                            |
| 1989 | 35-åringen von Magnus Uggla                                        |
| 1990 | Tillfälligheternas spel von Tomas Ledin                            |
| 1991 | Joyride von Roxette                                                |
| 1992 | Himlen runt hörnet von Lisa Nilsson                                |
| 1993 | Alla får påsar von Magnus Uggla                                    |
| 1994 | Nordman von Nordman                                                |
| 1995 | Ingenmansland von Nordman                                          |
| 1996 | Verkligen von Kent                                                 |
| 1997 | Isola von Kent                                                     |
| 1998 | Gran Turismo von The Cardigans                                     |
| 1999 | Det är ni som e dom konstiga, det är jag som e normal von Thåström |
| 2000 | Känn ingen sorg för mig Göteborg von Håkan Hellström               |
| 2001 | Tillbaks på ruta 1 von Patrik Isaksson                             |
| 2002 | Vapen & ammunition von Kent                                        |
| 2003 | Mazarin von Per Gessle                                             |
| 2004 | Finn 5 fel! von Gyllene Tider                                      |
| 2005 | Du & jag döden von Kent                                            |
| 2006 | Changes von Lisa Miskovsky                                         |
| 2007 | Tillbaka till samtiden von Kent                                    |
| 2008 | För sent för edelweiss von Håkan Hellström                         |
| 2010 | Från Och Med Du von Oskar Linnros                                  |

### Ausländischer Künstler des Jahres
| Jahr | Preisträger       |
| ---- | ----------------- |
| 1979 | Ingen utdelning   |
| 1980 | Bruce Springsteen |
| 1981 | Kim Wilde         |
| 1982 | David Bowie       |
| 1983 | David Bowie       |
| 1984 | Prince            |
| 1985 | Bruce Springsteen |
| 1986 | Bruce Springsteen |
| 1987 | Michael Jackson   |
| 1988 | Bruce Springsteen |
| 1989 | Madonna           |
| 1990 | Sinéad O’Connor   |
| 1991 | Bryan Adams       |
| 1992 | Madonna           |
| 1993 | Meat Loaf         |
| 1994 | R.E.M.            |
| 1995 | Björk             |
| 1996 | Alanis Morissette |
| 1997 | Puff Daddy        |
| 1998 | Madonna           |
| 1999 | Britney Spears    |
| 2000 | Eminem            |
| 2001 | Robbie Williams   |
| 2002 | Eminem            |
| 2003 | Robbie Williams   |
| 2004 | Anastacia         |
| 2005 | James Blunt       |
| 2006 | Justin Timberlake |
| 2007 | Timbaland         |
| 2008 | Duffy             |

### Ausländische Gruppe des Jahres
| Jahr | Preisträger                     |
| ---- | ------------------------------- |
| 1979 | Ingen utdelning                 |
| 1980 | Police                          |
| 1981 | Police                          |
| 1982 | Rolling Stones                  |
| 1983 | Police                          |
| 1984 | Alphaville                      |
| 1985 | Dire Straits                    |
| 1986 | Eurythmics                      |
| 1987 | U2                              |
| 1988 | U2                              |
| 1989 | Milli Vanilli (disqualifiziert) |
| 1990 | Depeche Mode                    |
| 1991 | Guns n’ Roses                   |
| 1992 | Guns n’ Roses                   |
| 1993 | Aerosmith                       |
| 1994 | R.E.M.                          |
| 1995 | Oasis                           |
| 1996 | The Fugees                      |
| 1997 | The Verve                       |
| 1998 | Five                            |
| 1999 | Red Hot Chili Peppers           |
| 2000 | Red Hot Chili Peppers           |
| 2001 | Linkin Park                     |
| 2002 | Red Hot Chili Peppers           |
| 2003 | Evanescence                     |
| 2004 | Maroon 5                        |
| 2005 | Green Day                       |
| 2006 | Red Hot Chili Peppers           |
| 2007 | Tokio Hotel                     |
| 2008 | Coldplay                        |

### Ausländisches Lied des Jahres
| Jahr | Preisträger                                                        |
| ---- | ------------------------------------------------------------------ |
| 1992 | Sweat (a la la la long) von Inner Circle                           |
| 1993 | Runaway Train von Soul Asylum                                      |
| 1994 | Love Is All Around von Wet Wet Wet geteilt mit Always von Bon Jovi |
| 1995 | Gangsta’s Paradise von Coolio                                      |
| 1996 | Killing Me Softly von The Fugees                                   |
| 1997 | I’ll Be Missing You von Puff Daddy                                 |
| 1998 | Believe von Cher                                                   |
| 1999 | The Bad Touch von Bloodhound Gang                                  |
| 2000 | Hey Ya von OutKast                                                 |
| 2001 | Can’t Get You Out of My Head von Kylie Minogue                     |
| 2002 | By the Way von Red Hot Chili Peppers                               |
| 2003 | Hey Ya von OutKast                                                 |
| 2004 | This Love von Maroon 5                                             |
| 2005 | You’re Beautiful von James Blunt                                   |
| 2006 | Crazy von Gnarls Barkley                                           |
| 2007 | Apologize von OneRepublic                                          |
| 2008 | Viva la Vida von Coldplay                                          |

### Ausländisches Album des Jahres
| Jahr | Preisträger                                            |
| ---- | ------------------------------------------------------ |
| 1979 | Communiqué von Dire Straits                            |
| 1980 | The Wall von Pink Floyd                                |
| 1981 | Tattoo You von The Rolling Stones                      |
| 1982 | Avalon von Roxy Music                                  |
| 1983 | Colour by Numbers von Culture Club                     |
| 1984 | Forever Young von Alphaville                           |
| 1985 | Brothers in Arms von Dire Straits                      |
| 1986 | Revenge von Eurythmics                                 |
| 1987 | The Joshua Tree von U2                                 |
| 1988 | Rattle and Hum von U2                                  |
| 1989 | Like a Prayer von Madonna                              |
| 1990 | Blaze of Glory von Jon Bon Jovi                        |
| 1991 | Waking Up the Neighbours von Bryan Adams               |
| 1992 | Dangerous von Michael Jackson                          |
| 1993 | Get a Grip von Aerosmith                               |
| 1994 | Monster von R.E.M.                                     |
| 1995 | (What’s the Story) Morning Glory? von Oasis            |
| 1996 | Jagged Little Pill von Alanis Morissette               |
| 1997 | Urban Hymns von The Verve                              |
| 1998 | Ray of Light von Madonna                               |
| 1999 | Californication von Red Hot Chili Peppers              |
| 2000 | The Marshall Mathers LP von Eminem                     |
| 2001 | Hybrid Theory von Linkin Park                          |
| 2002 | The Eminem Show von Eminem                             |
| 2003 | Life for Rent von Dido                                 |
| 2004 | Anastacia 2004 von Anastacia                           |
| 2005 | Confessions on a Dance Floor von Madonna               |
| 2006 | I’m Not Dead von Pink                                  |
| 2007 | Shock Value von Timbaland                              |
| 2008 | Viva la Vida or Death and All His Friends von Coldplay |

### Ausländische Gruppe/Künstler des Jahrhunderts
| Jahr | Preisträger |
| ---- | ----------- |
| 1999 | The Beatles |

### Schwedische Gruppe/Künstler des Jahrhunderts
| Jahr | Preisträger |
| ---- | ----------- |
| 1999 | ABBA        |